# Station Brias
Station Brias is een voormalig Frans treinstation, gelegen op het grondgebied van de gemeente Brias, in het departement Pas-de-Calais, in de regio Hauts-de-France.
Het station bevindt zich op kilometerpunt (PK) 65,918 van de lijn Fives naar Abbeville, tussen de nog in gebruik zijnde stations van Pernes-Camblain en Saint-Pol -sur-Ternoise. Op deze lijn bevinden zich na dit station twee buiten gebruik genomen stations, respectievelijk Bours in de richting Pernes - Camblain en Ostreville richting Saint-Pol-sur-Ternoise.
Voorheen was dit een splitsingsstation. Het was het eindpunt van de opgeheven en inmiddels opgebroken lijn van Bully - Grenay naar Brias, waar het volgende station Diéval was. Deze lijn is in 1958 gesloten voor het reizigersverkeer en in de daaropvolgende periode tot 1995 definitief gesloten en opgebroken. Er rijden nog wel treinen van de TER Hauts de France langs op wat rest van de lijn van Fives naar Abbeville, maar deze stoppen niet meer op het station. Het reizigersgebouw stond er in 2014 nog.